# Quotient
En mathématiques, un quotient est le résultat d'une division.

Le quotient de a par b est le nombre q tel que b × q = a.
Le quotient existe ou pas selon l'ensemble de nombres considéré. Dans les entiers naturels, le quotient de a par b n'existe que si  a est un multiple de b. On parle alors de quotient euclidien, puisqu'il résulte d'une division euclidienne.
Le mot quotient s'emploie parfois pour fraction.
La notion de quotient s'étend à un ensemble quotient, ensemble des classes d'équivalence d'un ensemble suivant une relation d'équivalence ; en particulier :
- un magma quotient ;
- un groupe quotient ;
- un espace vectoriel quotient, et plus généralement un module quotient ;
- un anneau quotient ;
- une topologie quotient ;
- le quotient de Rayleigh.

En physique et en technologie, les nombres s'appliquent à des grandeurs. On distingue deux sortes de quotients :
- le quotient de deux grandeurs de même dimension est un rapport, sans dimension ;
- le quotient de deux grandeurs de dimension différentes peut s'appeler taux.

## Applications du concept
- Quotient intellectuel : le quotient du résultat d'un test psychométrique et du résultat pour un âge donné, tiré d'une table.
  - par analogie, le  quotient du spectre autistique est le résultat d'un questionnaire psychométrique.
  - par analogie, le quotient social est le résultat d'un questionnaire visant à évaluer l'intelligence sociale.
- Quotient familial en droit fiscal français : le quotient du revenu imposable d'un foyer par le nombre de parts qui dépend du nombre de membres de ce foyer.
- Quotient photothermique : quotient de l'éclairement énergétique solaire moyen par la température au-dessus de 4,5 ° C, utilisé en agronomie
- Quotient pluviométrique : rapport de la hauteur d'eau des précipitations sur une période donnée à la hauteur moyenne annuelle avait été également répartie.